# Philadelphia City Hall
Philadelphia City Hall

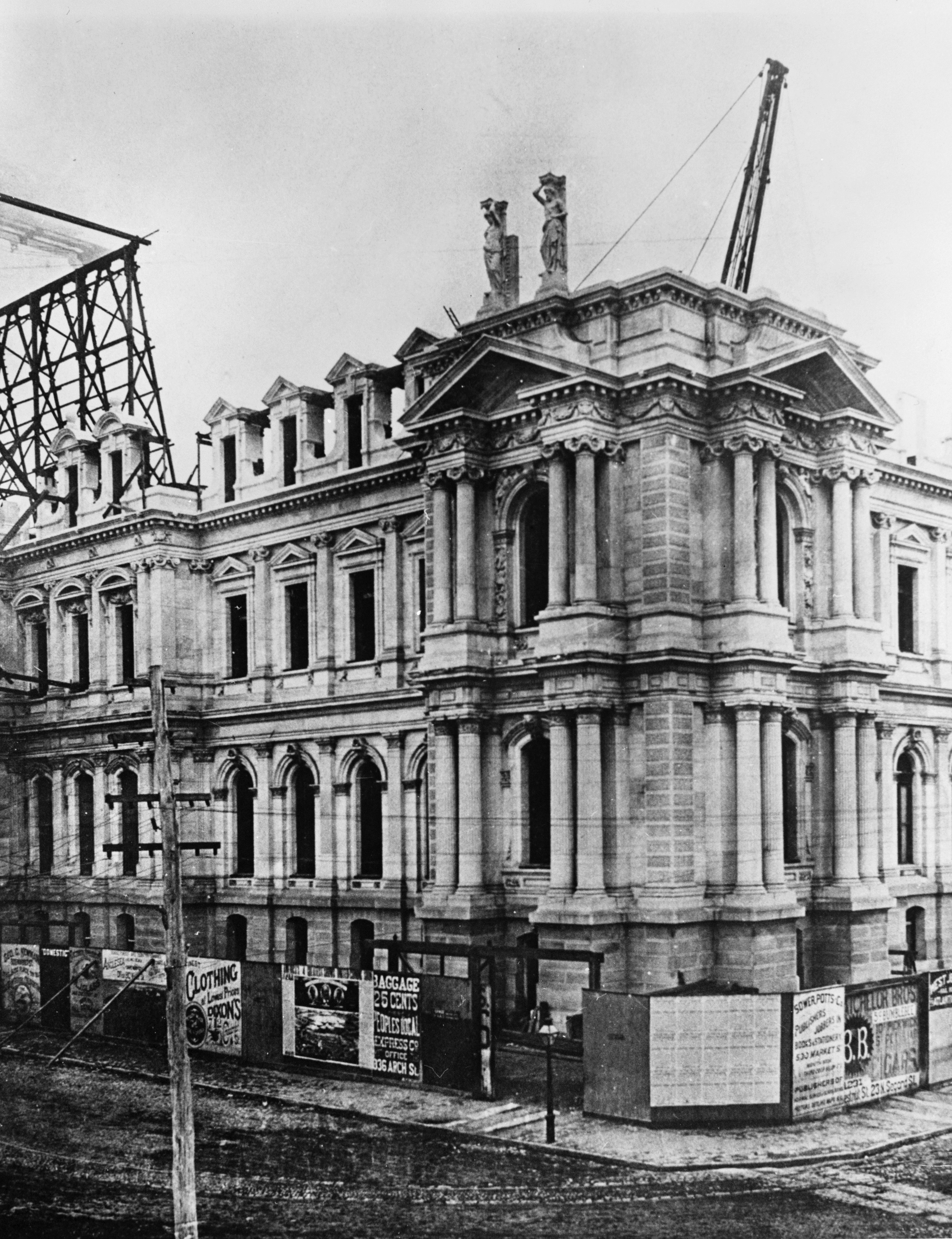
Em construção, 1881

Philadelphia City Hall é o prédio-sede do governo municipal de Filadélfia, Pensilvânia, Estados Unidos. Foi o edifício mais alto do mundo entre 1894 e 1908.

## História
O edifício foi projetado pelo arquiteto escocês John McArthur, Jr. e Thomas Ustick Walter no estilo do Segundo Império, e foi construído de 1871 a 1901 a um custo de 24 milhões de dólares. A torre da prefeitura foi concluída em 1894, embora o interior não tenha terminado até 1901. Projetado para ser o edifício mais alto do mundo, foi superado durante a construção pelo Monumento de Washington e a Torre Eiffel. Após a conclusão de sua torre em 1894, tornou-se o mais alto edifício habitável do mundo.
Foi também o primeiro edifício secular a ter essa distinção, já que todos os prédios mais altos do mundo anterior eram estruturas religiosas, incluindo catedrais europeias e, nos 3800 anos anteriores, a Grande Pirâmide de Gizé.
Com quase 700 salas, o Philadelphia City Hall é o maior edifício municipal dos Estados Unidos e um dos maiores do mundo. O prédio abriga três ramos de governo: o poder executivo da cidade, sua assembleia legislativa (a Câmara Municipal de Filadélfia) e uma parte substancial do poder judicial.